# WOR (AM)
Pour les articles homonymes, voir WOR.

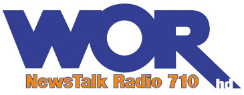
Logo de WOR (AM)

WOR (AM) est une station de radio américaine diffusant ses programmes en ondes moyennes (710 kHz) sur New York. Cette station est une radio d'informations.
WOR diffuse sur la région de la ville de New York les émissions de Rush Limbaugh et de Sean Hannity ; elle est également depuis 2014 la radio officielle des Mets de New York.
Cette station a commencé ses émissions le 22 février 1922.